# Pustynka białoczelna
Pustynka białoczelna (Eremopterix nigriceps) – gatunek małego ptaka z rodziny skowronków (Alaudidae). Występuje w południowosaharyjskiej oraz wschodniej części Afryki, w dużej części Półwyspu Arabskiego oraz dalej na wschód aż po północno-zachodnie Indie. Niezagrożony wyginięciem.

## Taksonomia
Po raz pierwszy gatunek opisał John Gould w 1839. Przydzielił mu nazwę naukową Pyrrhalauda nigriceps. Holotyp pochodził z wyspy Santiago (Wyspy Zielonego Przylądka). Obecnie (2022) IOC umieszcza pustynkę białoczelną w rodzaju Eremopterix. Pokrewieństwo z innymi gatunkami jest niepewne. Niekiedy E. nigriceps bywa umieszczany w nadgatunku wraz z pustynką białołbistą (E. verticalis), brunatnogłową (E. signatus) oraz płową (E. leucopareia); inni autorzy plasują gatunek w nadgatunku z pustynką białouchą (E. leucotis), bazując na upierzeniu dorosłych samców, zaś kolejni sugerują bliskie pokrewieństwo z pustynką szarawą (E. griseus). IOC wyróżnia 3 podgatunki, a autorzy Handbook of the Birds of the World (HBW) – 4.

## Podgatunki i zasięg występowania
Autorzy HBW wyróżniają następujące podgatunki:
- E. n. nigriceps (Gould, 1839) – Wyspy Zielonego Przylądka
- E. n. albifrons (Sundevall, 1850) – Mauretania i Senegal po Sudan
- E. n. melanauchen (Cabanis, 1851) – wschodni Sudan na wschód po skrajnie południowy Irak, Kuwejt, centralną i południową część Półwyspu Arabskiego oraz na południe po Somalię, ponadto Sokotra
- E. n. affinis (Blyth, 1867) – południowo-wschodni Iran poprzez Pakistan do północno-zachodnich Indii[4]. IOC wlicza tę populację do podgatunku melanauchen[6].

Populacja zamieszkująca Sokotrę, uznawana dawniej za podgatunek forbeswatsoni, jest obecnie wliczana przez IOC i HBW do podgatunku melanauchen.

## Morfologia

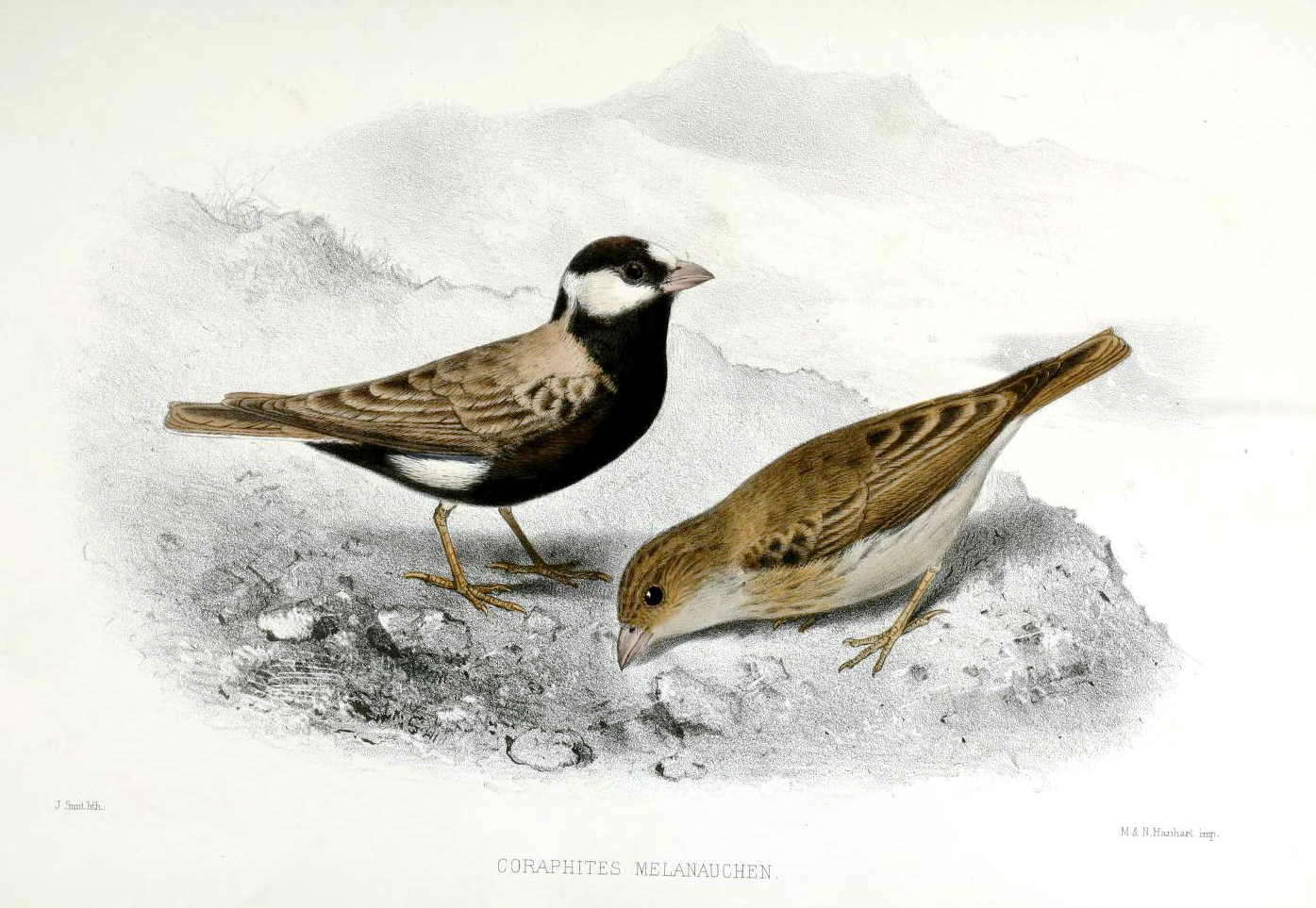
Po lewej samiec, po prawej samica (ilustracja Josepha Smita, 1871)

Długość ciała mieści się w przedziale 10–11 cm; masa ciała waha się między 12 a 16 g. Wymiary szczegółowe dla jednej samicy z Abqaiq (Arabia Saudyjska): długość skrzydła 80 mm, dzioba 10,6 mm, skoku 17,5 mm. Ogółem pustynka białoczelna to krępy, mały ptak o dziobie podobnym do ziębiego; jej głowę cechują raczej kanciaste kształty oraz płaski wierzch. Ciało zdaje się być spłaszczone, efekt wzmaga zwyczaj trzymania skrzydeł lekko rozłożonych po bokach. Występuje dymorfizm płciowy.
Samca wyróżnia czarno-biały wzór na głowie. Białe pióra porastają czoło oraz pokrywy uszne, których to biały obszar łączy się z bielą tyłu szyi; rozmieszczenie plam występuje w kilku wariantach. Widoczna jasnobrązowa, wąska obrączka oczna. Widywano samce o atypowym, brązowo-białym upierzeniu głowy. Pozostałą część wierzchu ciała pokrywają pióra barwy piaskowej, o jasnych krawędziach – jednak ta cecha nie jest widoczna z większej odległości. Lotki ciemniejsze od pozostałych partii skrzydła; pokrywy skrzydłowe średnie posiadają ciemniejsze środki. Spód ciała czarny, podobnie jak pokrywy podskrzydłowe. Sterówki ciemnobrązowe z szarawymi środkami oraz jasnymi obrzeżeniami. Nogawice białe.
Samicę cechuje mniej jednoznaczny wygląd, może być mylnie uznana na przykład za skowrończyka małego (Calandrella rufescens). Wierzch ciała niezwykle jasny, piaskowoszary. Gdzieniegdzie tę niemal jednolitą połać piór naznaczają jaśniejsze pasy, nadając jej nieco nakrapiany wygląd. Piaskowe czoło i wierzch głowy pokrywają drobne, ciemniejsze pasy; tył głowy także paskowany, lecz jaśniej. Boki i przód głowy płowopiaskowe, kantarek ciemniejszy. Sterówki przybierają barwę piaskową, aczkolwiek z płowopiaskowymi środkami i krawędziami. Skrzydła ciemniejsze od wierzchu ciała, widoczny wzór podobny jak u samca. Broda i gardło białoszare, zaś pierś i brzuch płowobiałe. Część samic posiada szare paskowanie piersi. U ptaków obu płci tęczówka czarna; barwa dzioba zmienna, od rogowej po białoszarą z różową końcówką. Nogi od rogowych po szarawe.

## Środowisko

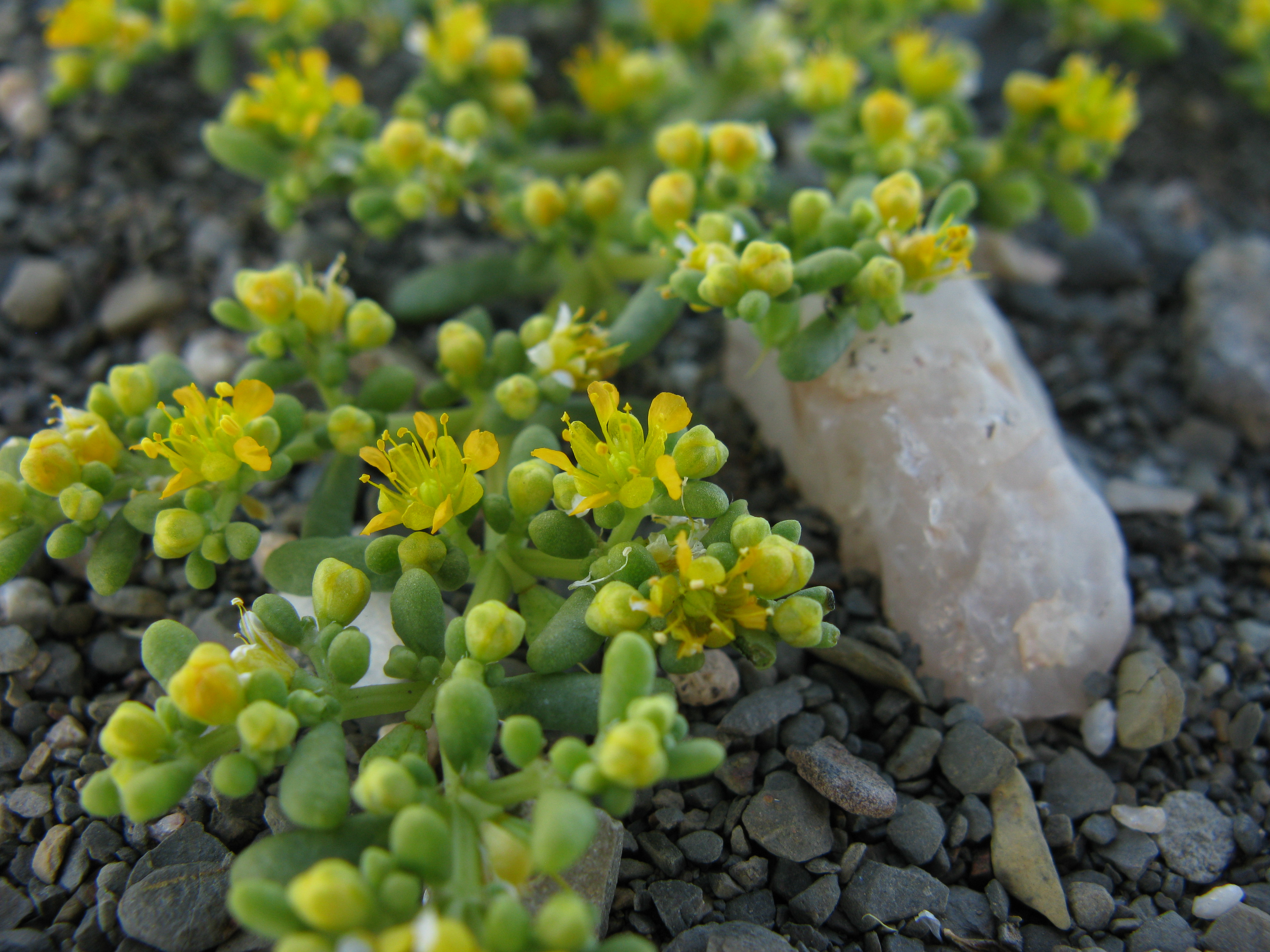
Zygophyllum simplex to przykład rośliny, w której bliskości napotkać można pustynki białoczelne

Pustynka białoczelna występuje na obszarach o glebie luźnej lub piaszczystej, rzadko porośniętej roślinnością. Należą do niej trawy, takie jak Panicum turgidum, Sporobolus arabicus i Stipagrostis plumosa; do tego przedstawiciele parolistowatych, jak Zygophyllum simplex i ciborowatych, przykładowo Cyperus arenarius oraz C. conglomeratus. Na Sokotrze stwierdzana od poziomu morza po 850 m n.p.m.; w Jemenie widziana na wysokości 2200 m n.p.m. (w okolicach portu lotniczego Sana). Podczas badań w okolicy Az-Zahran maksymalne temperatury wynosiły 35 do 42 °C, przeważnie mieściły się w granicach 20–30 °C.

## Zachowanie
Przeważnie pustynka białoczelna żeruje na ziemi, niekiedy przebywa na niskim krzewie lub szczycie trawy. Ptak przybiera bardziej wyprostowaną postawę niż większość skowronkowatych. Często trzyma skrzydła w pewnym oddaleniu od ciała, co prawdopodobnie ma pomagać mu oddawać ciepło. E. nigriceps zachowuje się typowo dla skowronków: naprzemiennie wykonuje parę kroków biegiem i zatrzymuje się. Najczęściej odzywa się jip lub djip; taki odgłos wydają zarówno samce jak i samice, w locie i na ziemi. Gdy wykluje się młode, ptaki często alarmują się dźwiękiem zree; samica rzadziej odzywa się tym głosem. Trzecim zawołaniem jest brrup, niesłyszalne w okresie lęgowym; ptaki odzywają się tak w małych stadach i jest to przypuszczalnie głos kontaktowy. 
Ptaki obserwowane w Prowincji Wschodniej Arabii Saudyjskiej żywiły się głównie ziarnem; przeważnie zbierały je z ziemi, niekiedy przemieszczając się do 30 cm w górę celem zerwania ziarna. Zjadają także owady (również latające) i gąsienice. W okolicy Dżuddy obserwowano samca, który oferował samicom nasiona Zygophyllum simplex, jedna z samic wzięła ziarno wprost z jego dzioba; prawdopodobnie jest to element zalotów. Ptaki najintensywniej żerują z początkiem dnia i w kilka godzin przed zachodem słońca. W gorętszych porach dnia przesiadują w cieniu skał i roślin. Niektóre osobniki przebywają w dziurze wydrapanej w ziemi, dysząc i rozkładając skrzydła; służy to chłodzeniu się. Widziano ptaka, który do tego celu użył nory jaszczurki Uromastyx microlepis.

## Lęgi

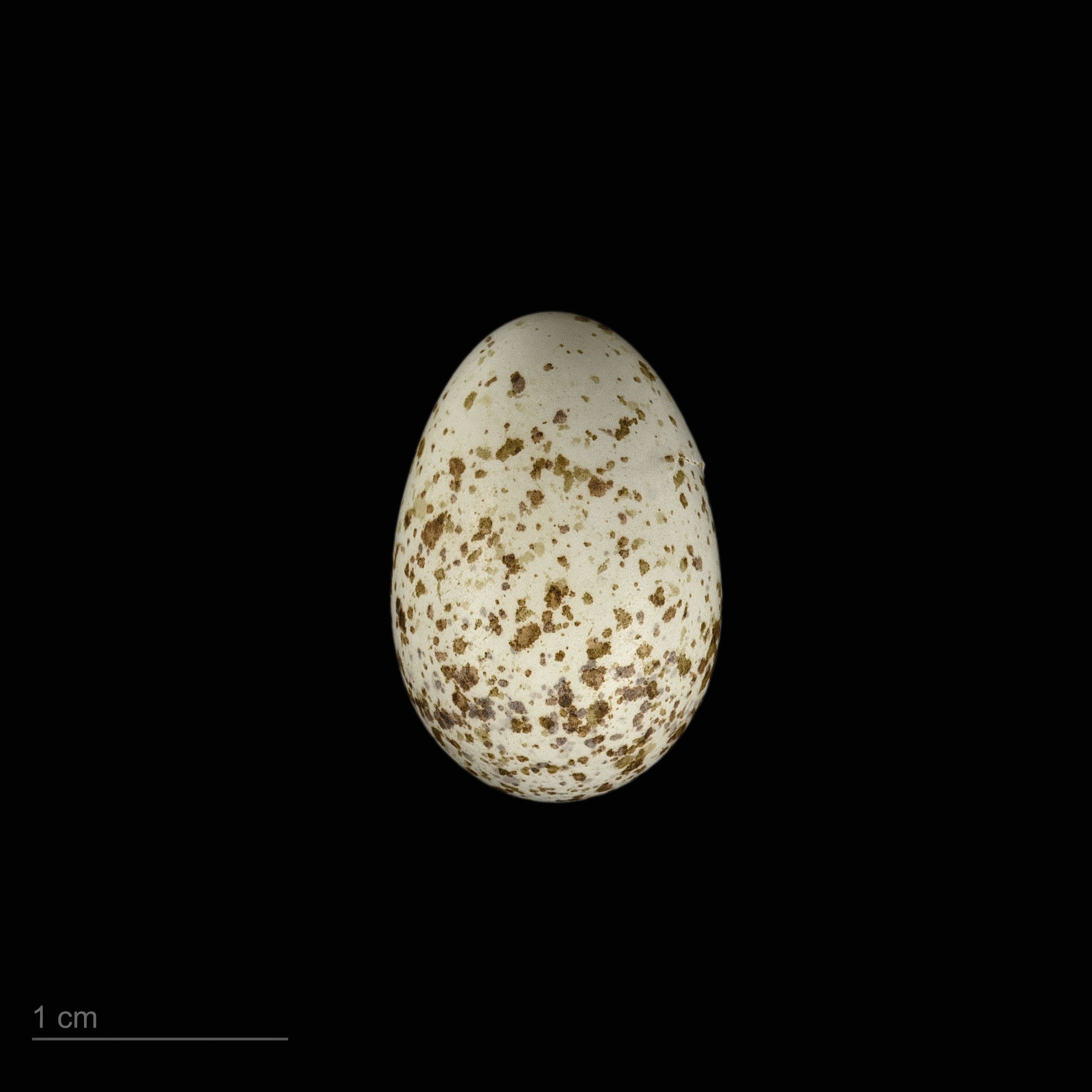
Jajo E. nigriceps nigriceps z kolekcji muzealnej

Przeważnie okres lęgowy przypada na porę deszczową (lato w zasięgu ptaka), niekiedy oportunistycznie E. nigriceps wyprowadza lęgi, gdy akurat warunki są dogodne. Gniazda w Prowincji Wschodniej budowane są przeważnie na ziemi pod osłoną rośliny, np. Anabasis articulata czy Heliotropum crispum; podobnie i w Bahrajnie, gdzie stwierdzono gniazda pod Zygophyllum quaterense oraz Panicum turgidum. Gniazdo stanowi dołek wydrapany w ziemi, wyściełany suchymi trawami, liśćmi, rzadko piórami czy papierem lub plastikiem. Jego budowa zajmuje 1–3 dni. Zachowania terytorialne występują w bezpośredniej bliskości gniazda, czyli w promieniu około 2,5 m od niego.
W lęgu występują przeważnie 2 lub 3 jaja. Wymiary dla 7 jaj: 17,9–18,8 mm na 13,9–14,7 mm. Skorupka przybiera barwę białą lub białawą, niekiedy niebieskawą; małe, czerwonobrązowe lub szarofioletowe plamki występują szczególnie przy szerszym końcu. Samica wysiaduje je niemalże sama przez 10 do 11 dni. Jedno z doniesień z Kuwejtu mówi o samicy znalezionej martwej z dwoma młodymi po ulewie. Podczas opieki nad młodymi samica spędza więcej czasu z młodymi, osłaniając i chroniąc je, zaś samiec zajmuje się w większości szukaniem pożywienia (ziarna). Oba ptaki z pary wynoszą odchody młodych; widywano również zjadanie ich. W wieku 6 dni młode zaczynają poznawać okolice gniazda, a po kolejnych dwóch opuszczają je.

## Status zagrożenia
Przez IUCN gatunek klasyfikowany jest jako najmniejszej troski (LC, Least Concern). Ze względu na rozszerzanie zasięgu na południe (dane z 2004) populacja zdaje się mieć trend wzrostowy. Całkowity zasięg występowania szacowany przez BirdLife International na 8 mln km² także wskazuje na niskie ryzyko zagrożenia. W czterech ostojach ptaków IBA pustynka białoczelna została uznana za „trigger species”; jest to np. pustynny płaskowyż Jiddat al-Harasis w Omanie.